# 穆斯达沙
穆斯达沙（阿拉伯语：‎）是伊斯兰教士联合会管理机构使用的一个术语。穆斯达沙的意思是“一个虔诚的人，其思想在科学、政治和决策等实际方面都得到遵守。”
在伊斯兰教士联合会结构中，穆斯达沙专指顾问委员会成员。穆斯达沙在某些领域博学多识，通常具有多学科专业知识。伊斯兰教士联合会中使用“穆斯达沙”一词使其不同于其他伊斯兰组织。

## 等级
穆斯达沙分等级，以行政区划区别各级穆斯达沙。